# Ungdomshuset
Ungdomshuset (literalment «la Casa de la Joventut»") era el nom popular de l'edifici denominat oficialment Folkets Hus («Casa del Poble») situat al carrer Jagtvej 69 del barri de Nørrebro, a Copenhaguen, que va funcionar com un escenari underground de la música i el lloc de cita per diferents autònomes i grups d'esquerra des de 1982 fins al 2007
El 2007 després d'un prolongat conflicte va ser enderrocat degut al conflicte entre el govern municipal de Copenhaguen i els activistes, l'edifici ha estat objecte d'intensa atenció dels mitjans i el debat públic des de mitjan dècada dels 90. La policia va desallotjar l'edifici el dijous 1 de març de 2007. La demolició va començar el 5 de març de 2007 i es va acabar dos dies més tard.
Des de l'expulsió el març de 2007, els antics usuaris i partidaris han celebrat manifestacions setmanals per a un nou Ungdomshuset, les manifestacions a partir de la plaça propera de Blågårds Plads tots els dijous a les 5 pm i va a diversos llocs a Copenhaguen. El punt ha estat recentment canviat a Gammel Torv, en resposta als manifestants dient que els polítics s'estan acostant a una solució per a un nou Ungdomshus en una antiga escola.
Faderhuset va posar a la venda l'edifici de Jagtvej 69, a partir del 20 de setembre, per 15 milions de corones daneses.
L'estiu de 2007, una iniciativa coneguda com a G13 anunciar que el 6 d'octubre que hi havia una etapa públic massiu intent d'ocupes un antic públic d'abastament d'aigua situat en Grøndalsvænge Allé 13 al nord-oest de Copenhaguen per ser utilitzat com una nova Ungdomshuset. L'esdeveniment, que va reunir diversos milers, es va anunciar com no violenta, però es va trobar amb una forta oposició de la policia, que va detenir 436 persones que van llençar una gran quantitat de gasos lacrimògens. Reconeixent que l'esdeveniment, que ha rebut gran atenció pública, s'havien portat a terme amb mitjans pacífics, Ritt Bjerregaard - l'alcalde de Copenhaguen - l'11 d'octubre va convidar els portaveus d'Ungdomshuset haver negociacions sobre una solució pacífica al conflicte. El nou Ungdomshuset obrí amb èxit l'1 de juliol de 2008 al nord de la zona Bispebjerg de l'oest de Copenhaguen.

## Història
L'edifici va ser acabat el 12 de novembre de 1897, amb el nom de "Folkets Hus" (La Casa del Poble). La casa funcionà com un dels ressorts del llavors incipient moviment obrer de Copenhaguen. Des de les organitzacions laborals són impopulars als ulls de les autoritats, i es duen a terme represàlies sovint contra ells, les organitzacions havien de construir la seva pròpia seu - Folkets Hus va ser el quart d'aquests a ser construït. Les arrels de diverses manifestacions i reunions van ser plantats en Folkets Hus, i, com a conseqüència, es vinculava estretament amb la gran manifestació contra l'atur el 1918 quan els treballadors van irrompre a la Borsa de Valors de danès (Børsen). El 1910, La Segona Internacional es va celebrar una conferència internacional de la dona a la casa, en la qual Clara Zetkin va llançar la idea d'un Dia Internacional de la Dona. Lenin i Rosa Luxemburg va visitar l'edifici.
Durant la dècada dels 50 encara era utilitzat fonamentalment per les diferents seccions, les associacions i sindicats del moviment obrer. Tot tipus d'activitats es va dur a terme: per exemple, de boxa i de fi de temporada dels balls.
Diversos anys més tard Brugse, una cadena cooperativa danesa de supermercats, va comprar Folkets Hus, amb el pla d'enderrocar l'edifici i construir un supermercat en el seu lloc. Tanmateix, aquest pla va ser prohibit a causa de la importància històrica del lloc, Brugse va vendre el terreny al grup de música popular Tingluti el 1978 que poc més tard va haver de vendre el terreny per al municipi de Copenhaguen per 700.000 DKK.
El 1982, Folkets Hus va ser assignat a un grup de joves - els fundadors originals d'Ungdomshuset - encara que el municipi de Copenhaguen continua sent de propietat de l'edifici. Va ser en aquest moment que l'edifici es va donar el seu nom actual: Ungdomshuset. Nick Cave i Björk varen tocar allà.
El gener de 1996, Ungdomshuset va ser arrasada per un incendi i es va comprovar que estava ple de fongs i de putrefacció. El municipi de Copenhaguen va fer plans per renovar l'edifici per raons de seguretat, però va trobar resistència dels ocupants.
El 1999, l'edifici va ser posat a la venda al millor postor per al municipi després de la controvèrsia sobre la renovació de l'edifici i la negativa dels habitants a pagar el lloguer acordat en el contracte original. Davant d'això, els usuaris dels edifici van penjar una gran pancarta a la façana amb el següent missatge: "A la venda. Inclou 500 psicòpates violents, autònoms, llença-pedres sortits de l'infern". Malgrat aquesta advertència ominosa, una empresa anomenada Humans SA va comprar l'edifici el desembre de 2000 (encara que en realitat la propietat no canviar de mans fins al 2001). Després Humans SA es va vendre l'edifici a una secta cristiana independent "Faderhuset". Tanmateix, els ocupants es van negar a abandonar la casa. El 31 de desembre de 2001, després que la propietat hagués donat als habitants de la casa 3 mesos per marxar, 50 persones de la secta varen intentar entrar per la força a l'edifici. No ho aconseguiren, i 35 d'ells acabaren a l'hospital. L'agost del 2002 la secta portà als habitants de la casa a judici, per confirmar el seu dret de propietat sobre la casa. Els activistes afirmaven que els acords que tenien amb la ciutat encara seguien vigents. En gener de 2004, la ciutat es pronuncià dient que els acords ja no eren vàlids. En agost de 2006 aquest pronunciament fou ratificat pel jutjat provincial. La data pel desallotjament fou posada pel 14 de desembre de 2006. El novembre del 2006 la policia declarà que en aquesta data no podria garantir la seguretat dels implicats durant el desallotjament. La data fou posposada indefinidament. El Ungdomshuset rebia més de cinc cents visitants per setmana.

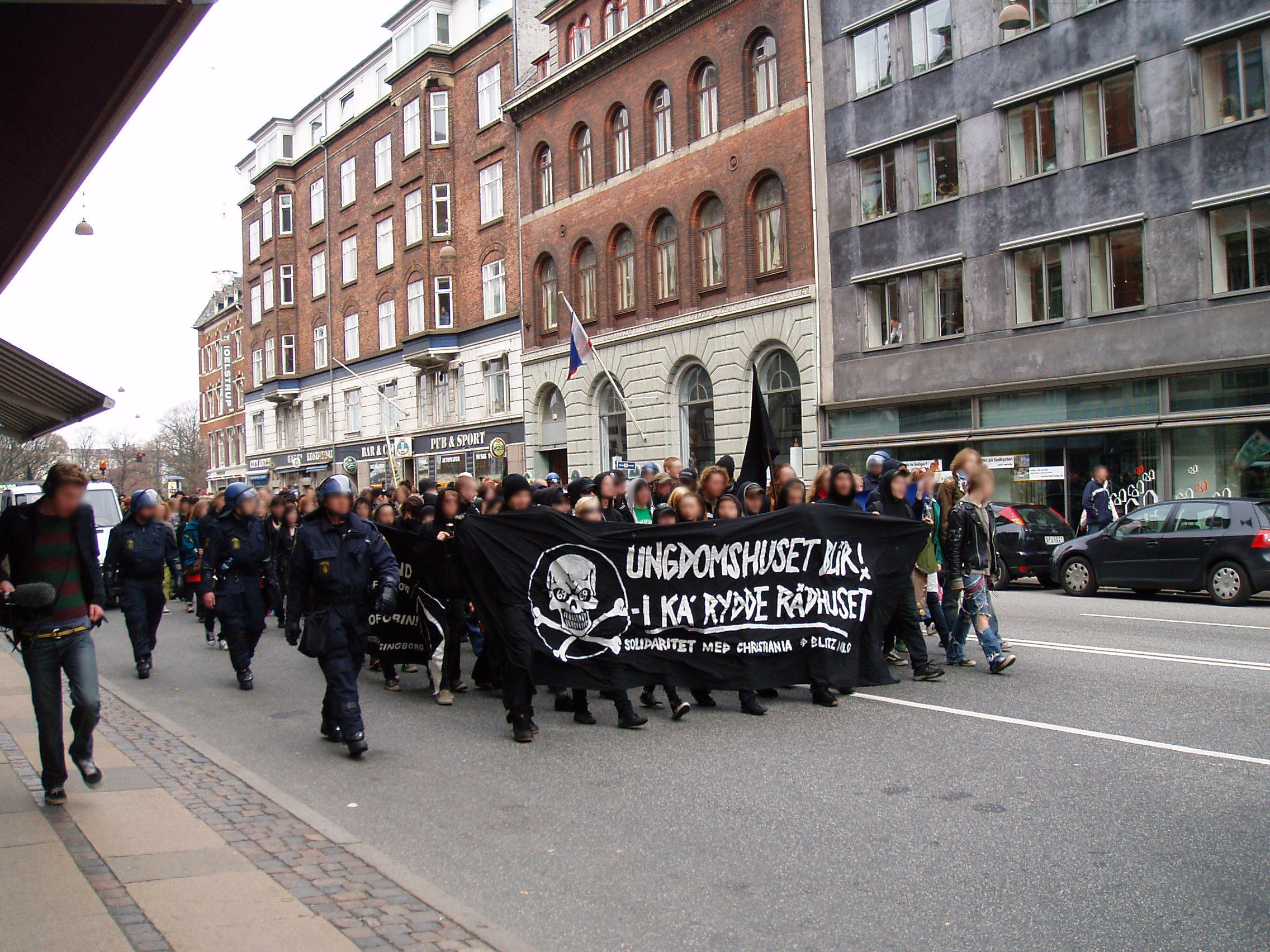
Manifestació de l'1 de maig de 2006

Els activistes es van negar a sortir de la casa i dins van optar per oferir resistència. A més, van fer una carta oberta declarant «Esvalotats del Món; Nosaltres et donem la benvinguda!» que s'havia enviat als diferents grups autònoms de tot el món, demanant ajuda per a la defensa de la casa en cas d'un desallotjament forçós. El 12 de desembre, Faderhuset va negar una oferta de la fundació «Jagtvej 69» per vendre la casa de 13 milions de corones.
El 16 de desembre, al voltant de 2.000 activistes, alguns d'ells estrangers, es van manifestar a Copenhaguen en suport d'Ungdomshuset. La policia no havia estat notificada de la manifestació. La capçalera de la manifestació duien màscares o cascs, no permesos per la llei durant les manifestacions a Dinamarca. La policia va ordenar als manifestants la dissolució d'aquesta, i aquests van atacar la policia. Aquestes varen llençar pedres i petards a la policia i van alçar barricades amb foc. La manifestació es transformà en el qual la policia va definir com el pitjor dels disturbis a Dinamarca des de feia molts anys i explica que va haver d'utilitzar gasos lacrimògens, cosa molt estranya a Dinamarca. Com a resultat, van haver-hi ferits tant entre la policia com entre els manifestants.